# 후지오카촌 (후쿠이현)
후지오카촌(藤岡村)은 후쿠이현 요시다군에 설치되었던 촌이다. 1961년 10월 1일 후지오카촌이 후쿠이시에 편입합병되고 폐지되었다.